# Christian Aliesch
Christian Aliesch (* 29. Januar 1950 in Chur; heimatberechtigt in Chur und Grüsch (Fanas)) ist ein Schweizer Politiker (SVP).

## Leben
Aliesch wuchs in Chur auf und hat in Chur die Primarschule und Kantonsschule besucht. Er studierte Wirtschaftswissenschaft an der  Universität St. Gallen, der Hochschule für Wirtschafts-, Rechts- und Sozialwissenschaften sowie Internationale Beziehungen und Informatik. Er schloss das Studium mit dem Lizentiat mag. oec. HSG ab. Nach seiner politischen Tätigkeit wurde er Rektor der Wirtschaftsschule KV Chur.

## Politik
Aliesch wurde mit 25 Mitglied im Grossen Rat, dem Kantonsparlament von Graubünden. Von 1977 bis 1985 war er Präsident der Kantonalpartei der SVP Graubünden. Diese Funktion nahm er bis 1985 wahr. Später wurde er zum Präsident der Grossratsfraktion der SVP gewählt. 1988 wählten ihn die Churer in den Stadtrat. 1996 folgte er Rolf Stiffler als Stadtpräsident von Chur.